# 杜森 (路易斯安那州)
杜森（英語：Duson）是美国路易斯安那州下属的一座城鎮。根据2010年美国人口普查，该鎮有人口1,716人。建置上，属于“town”。